# Felip Pedrell
Felip Pedrell (Tortosa, 1841. február 19. – Barcelona, 1922. augusztus 19.) spanyol zeneszerző, zene- és néprajztudós.

## Élete
Gyermekkorában a helyi székesegyház kórusában énekelt, de mint zongorista és zeneszerző autodidakta volt. Már fiatalon sok vokális darabot írt és az 1870-es évek közepére elkészítette első operáit. Barcelonába az El Liceo színházban (Gran Teatro del Liceo) mutatták be L'ultimo Abenzerraggio (Az utolsó Abenzerraggio, 1874) és Quasimodo, 1875) című operáját. 1876-ban Itáliába utazott, ahol elsősorban zenetörténettel, zeneesztétikával és a folklórral foglalkozott, majd két évet Párizsban töltött. Ott ismerte meg behatóan Wagner zenedrámáit, melyeknek feltétlen híve lett. 1880-ban Barcelonában telepedett le, a komponálás mellett ekkor bontakozott zenetörténeti, munkássága. Két folyóiratot indított, ezekben jelentek meg tanulmányai, kritikái. Európa több országában is nagy visszhangot keltett Por nuestra música (Zenénkért, 1891) című röpirata, melyben a régi spanyol mesterek, a spanyol népzene értékeire hívta fel a figyelmet és a nemzeti kultúra megújítását, a hagyományos spanyol zene motívumainak alkotó felhasználását szorgalmazta. 
1894-ben Madridba költözött. A következő tíz év a legtermékenyebb alkotói korszának bizonyult. A madridi konzervatórium tanára lett, és megválasztották a szépművészeti akadémia (Real Academia de Bellas Artes de San Fernando) tagjának. Az 1890-es években kezdett dolgozni a Víctor Balaguer trilógiája alapján komponált Els Pirineus című operáján. Régi liturgikus zenei koncerteket szervezett, előadásokat tartott az Ataneo főiskolán, jelentős tudományos és kiadói tevékenységet folytatott. Fernando de Rojas híres műve alapján ebben az időben szerezte Celestina című nagy operáját, közben Tomás Luis de Victoria 16. századi zeneszerző összes műveinek kiadásán is dolgozott, melynek nyolcadik, befejező kötete 1912-ben jelent meg. 1904-ben visszatért Barcelonába, ott jelent meg El Comte Arnau (Arnau gróf) című operája. Utána kezdett hozzá következő munkájához, nagy énekgyűjteménye összeállításához: Cancionero musical popular español (Spanyol népzenei daloskönyv, 1918–1922). Utolsó kötete a szerző halálának évében jelent meg.
Pedrell a modern spanyol zenetudomány egyik megalapítója volt. Munkássága jelentős hatást gyakorolt a korabeli és a 20. századi spanyol zene számos kiemelkedő képviselőjére, köztük Isaac Albéniz, Manuel de Falla, és Enrique Granados működésére. A népzene rendszeres, tudományos igényű megközelítése szempontjából tevékenysége Bartók Béla munkásságával rokonítható.

## Legfontosabb munkáiból

### Operák
- L’último abenzeraggio (1874)
- Quasimodo (1875)
- Cleopatra (1878)
- Els Pirineus (Víctor Balaguer műve alapján készült 1894-ben, bemutatták 1902-ben)
- La Celestina (1902)
- El comte Arnau (1904)

### Antológiák, gyűjtemények, tanulmányok
- Salterio sacro-hispano (füzetei több különböző évben jelentek meg)
- Hispaniae Schola Musica Sacra (5 kötet, 1894–98)
- El teatro lírico español anterior al siglo XIX (A spanyol zenés színház a 19. századig, 1897–98)
- Emporio científico e histórico de organografía musical antigua española (1901)
- El organista litúrgico español (1905)
- Antología de organistas clásicos españoles (A spanyol orgonamuzsika antológiája, 1908).
- Obras completas de Tomás Luis de Victoria  (T. L. de Victoria összes művei, 8 kötet, 1902–12)
- Cancionero musical popular español (4 kötet, 1918–22).

## Hangfelvételek
- Els Pirineus,  – Youtube.com